# Špraněk
Špraněk je národní přírodní rezervace poblíž obce Luká v okrese Olomouc. Oblast spravuje Agentura ochrany přírody a krajiny ČR – regionální pracoviště Olomoucko.

## Předmět ochrany
Důvodem ochrany je krasové území s jeskyněmi s bohatou výzdobou (část Javoříčského krasu), ve kterém leží Javoříčské jeskyně.

## Historie
Zaniklý hrad Špránek.
V roce 2013 došlo ke znovuvyhlášení národní přírodní rezervace, kdy byla zvětšena rozloha chráněného území s ohledem na narůstající poznání o výskytu krasových útvarů.

## Fauna
Přírodovědné zkoumání měkkýšů v tomto krasovém území má dlouholetou, více než 140letou tradici a sahá k počátkům tohoto oboru v Česku. V NPR Špraněk bylo dosud zjištěno 86 druhů měkkýšů, z toho 1 druh mlže.

## Fotogalerie

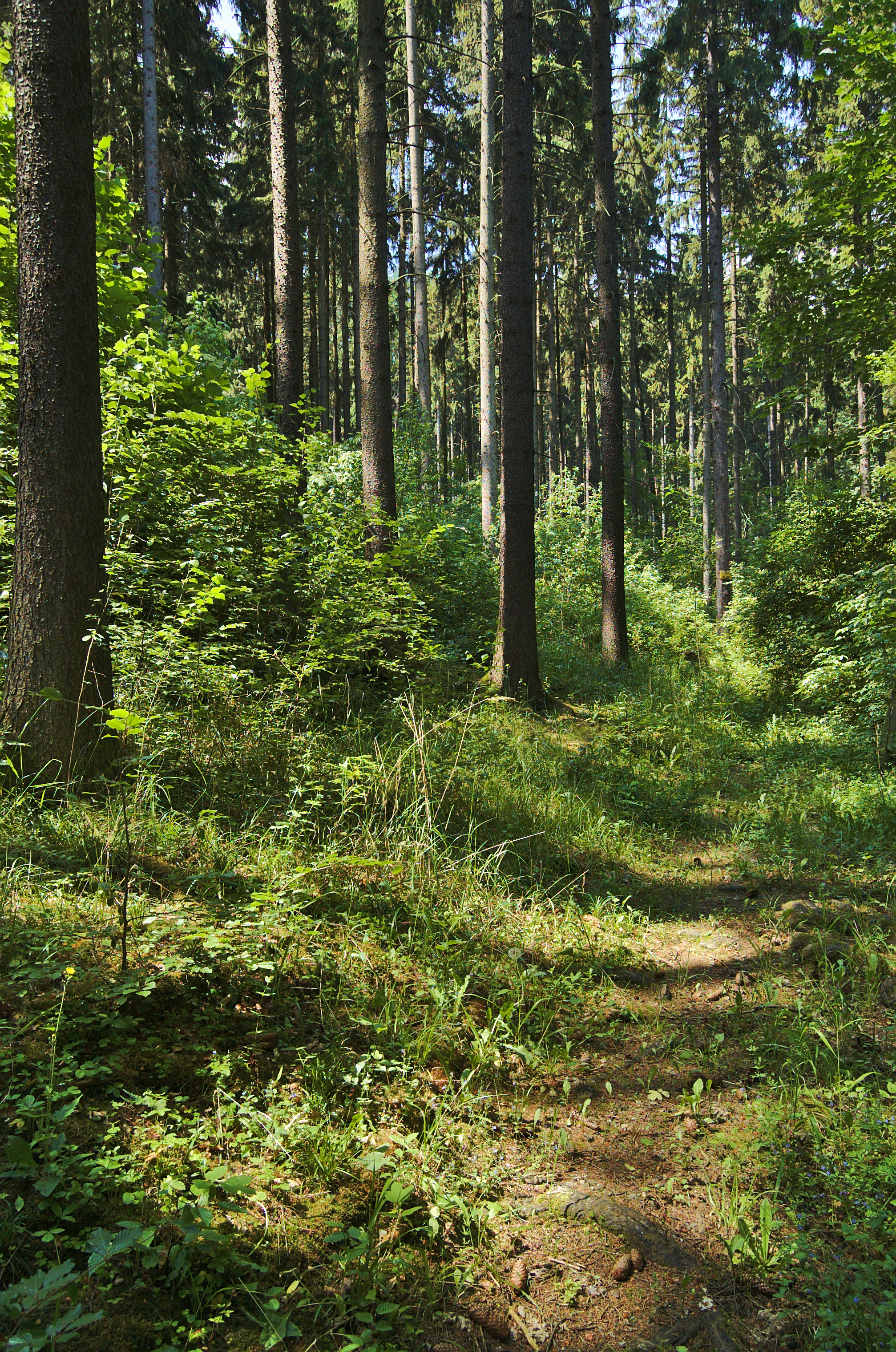
Bývalá cesta k jeskyním
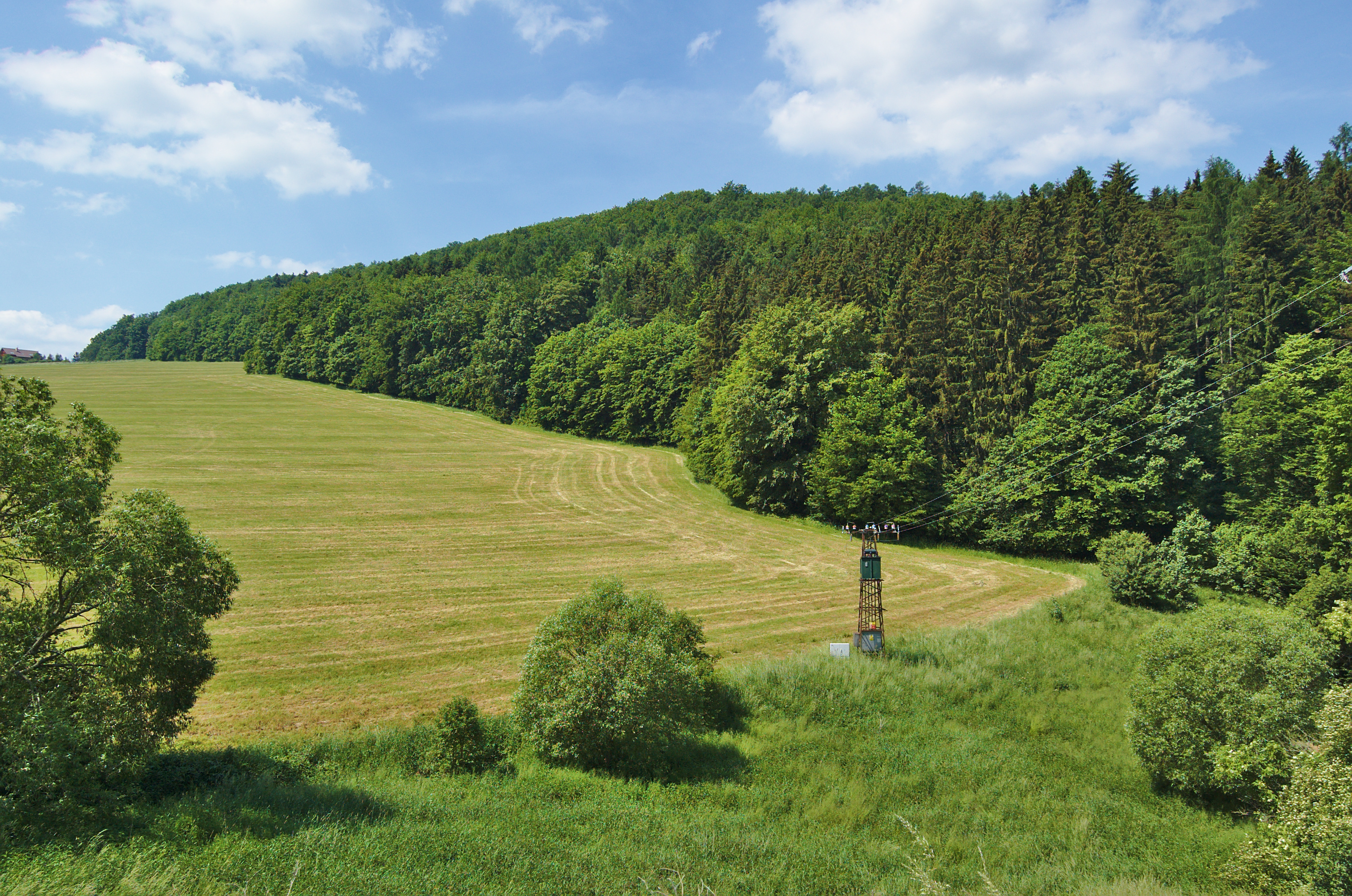
Pohled od východu
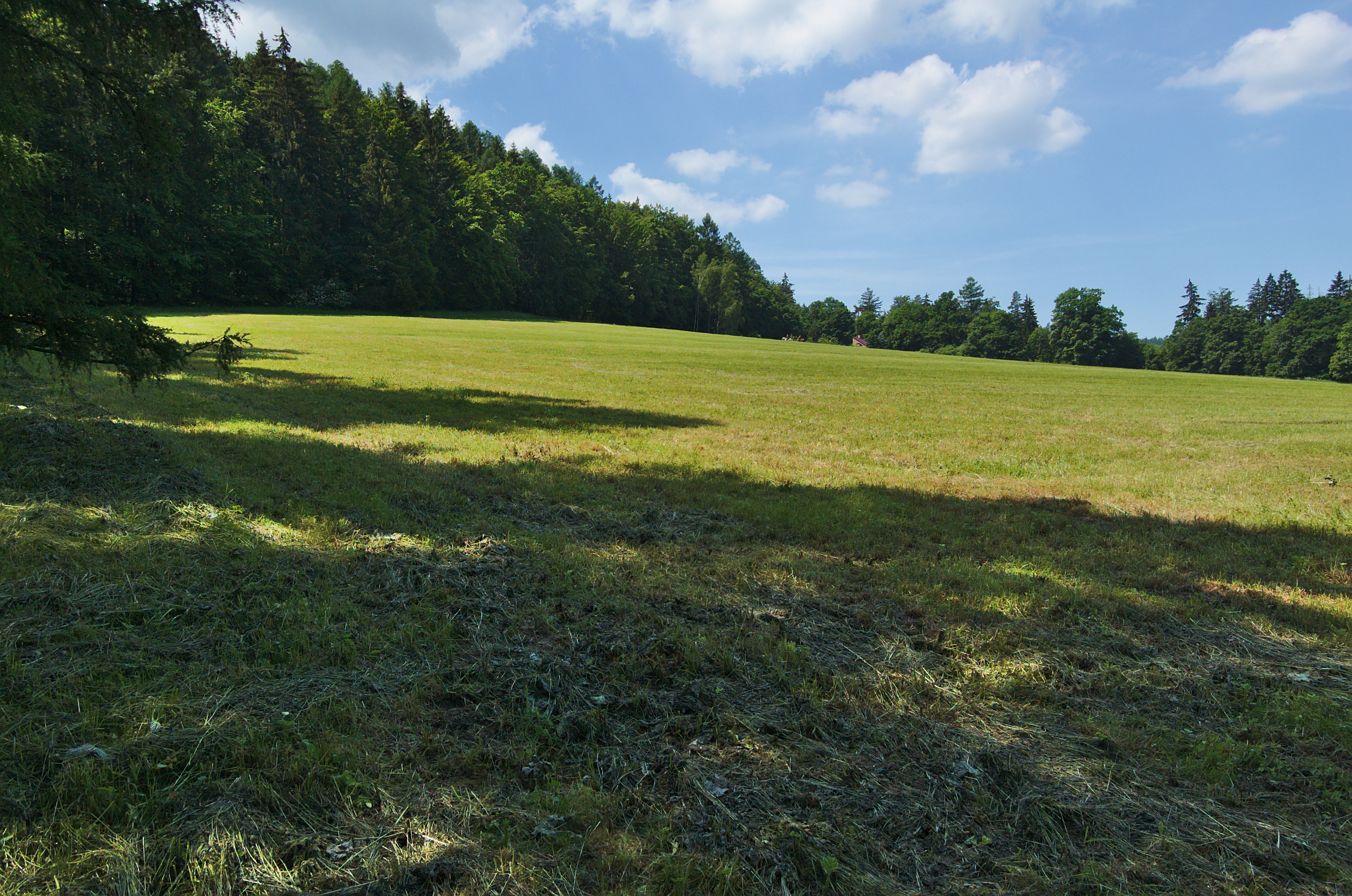
Pohled od severu
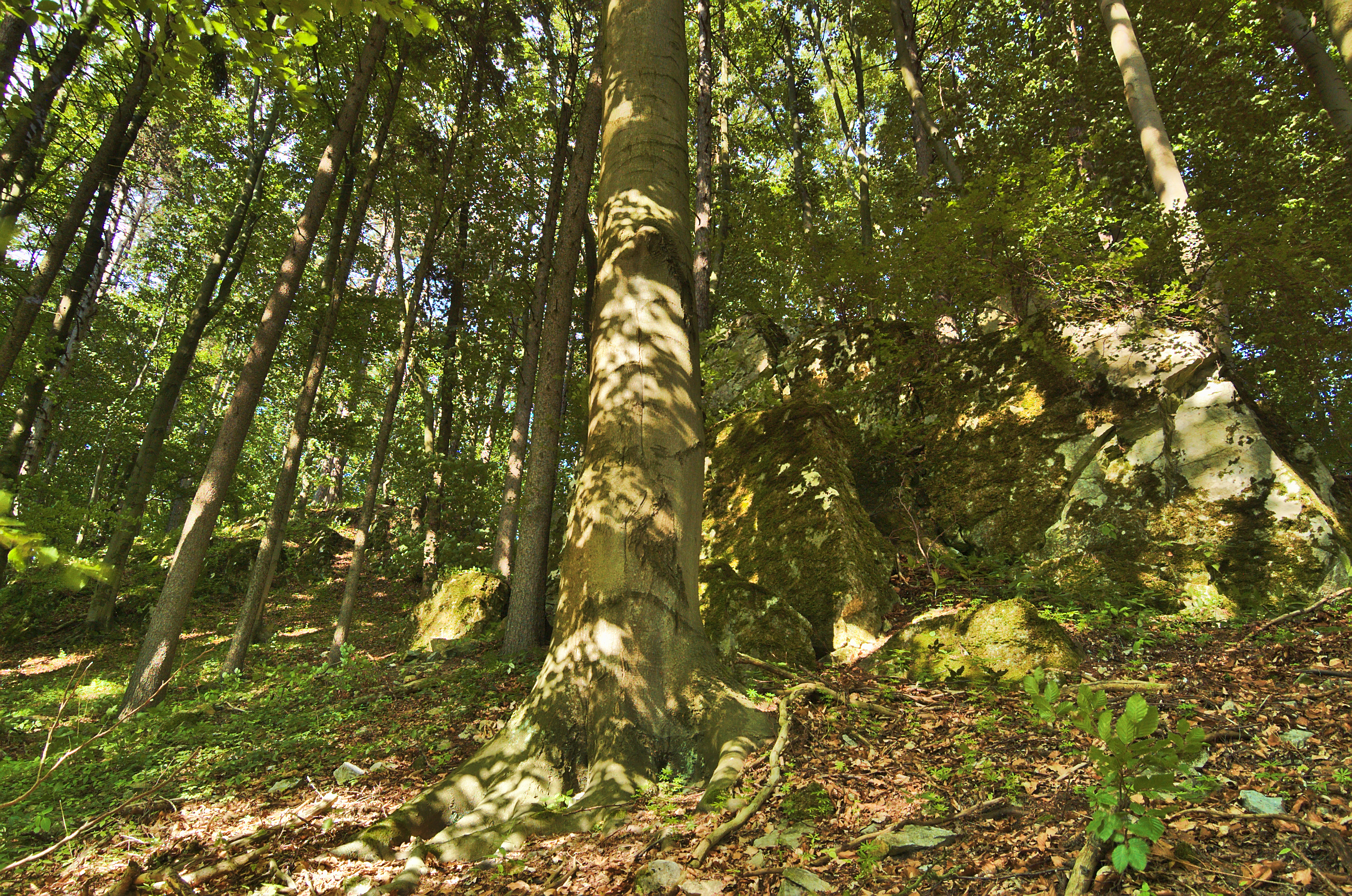
Vápencové skály
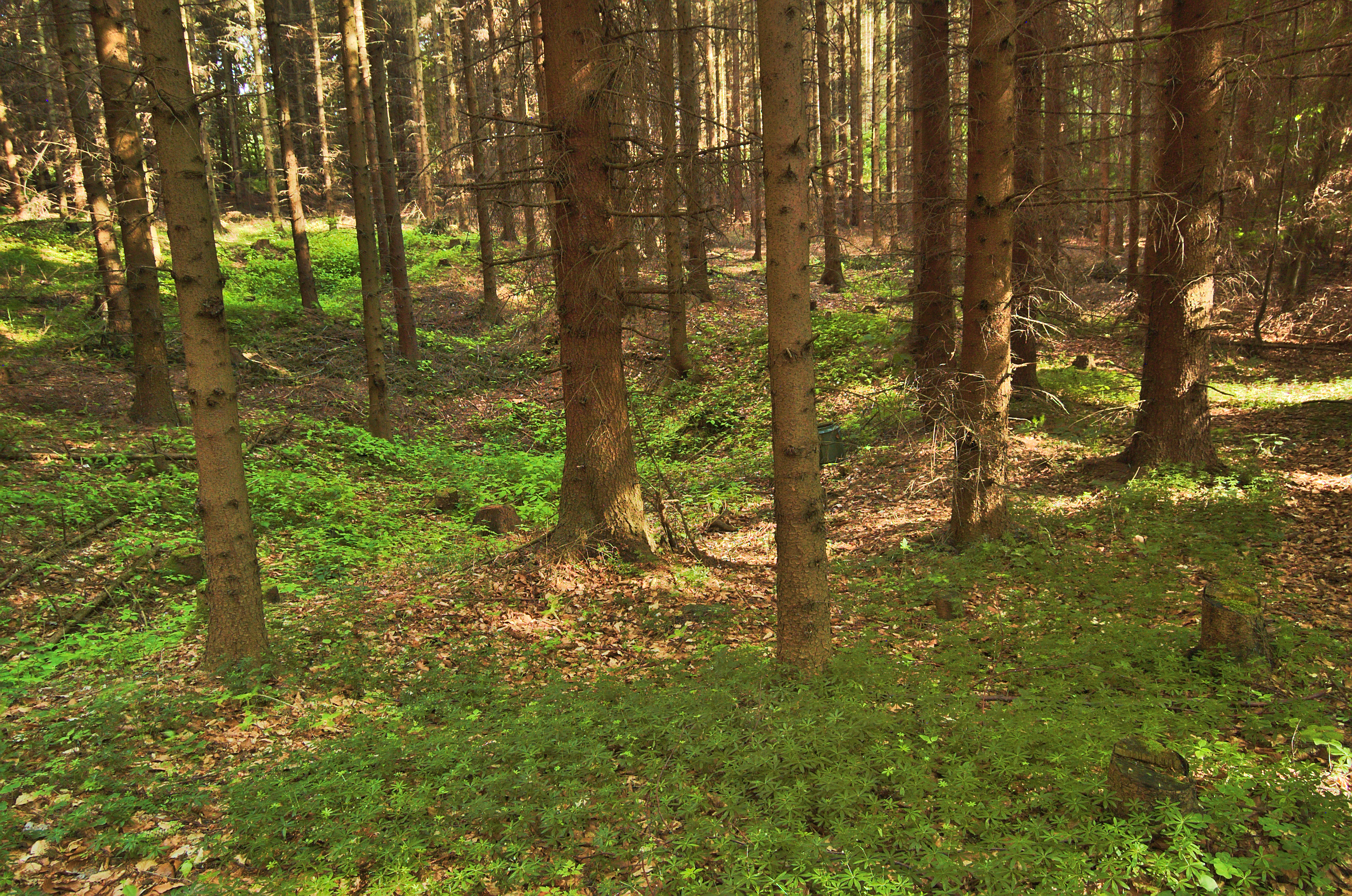
Závrt
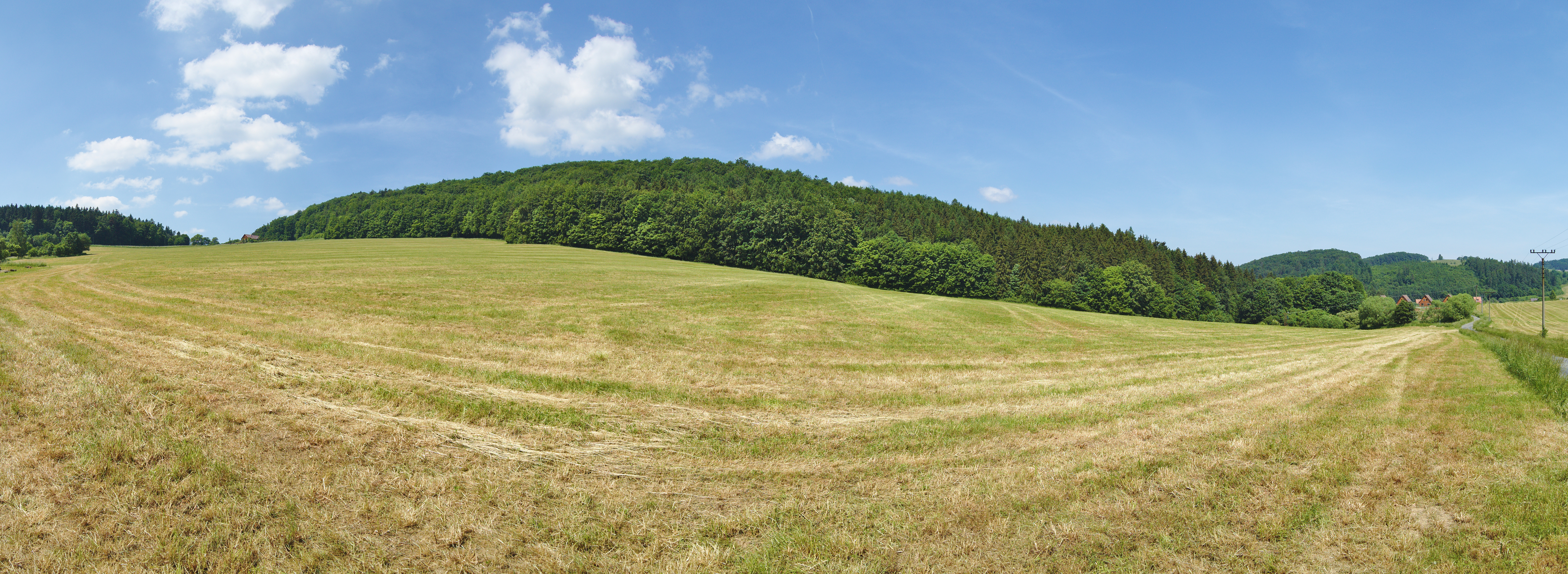
Panoramatický pohled z cesty mezi Javoříčkem a Březinou